# Penny Wong
Penelope Ying-Yen «Penny» Wong (5 de noviembre de 1968) es una abogada y política australiana del Partido Laborista. Fue la líder de la oposición en el senado, bajo el liderazgo de líder de la oposición. Representa a Australia Meridional en el senado desde 2002.

## Trayectoria
Nació en Kota Kinabalu, Sabah, Malasia. Su padre es chino malasio del pueblo hakka y su madre es australiana y de ascendencia inglesa. Sus padres se separaron cuando ella tenía ocho años. Fue entonces cuando se mudó a Adelaida con su madre y con su hermano menor, Toby, que se suicidó en 2002.
Es lesbiana. Su pareja es la funcionaria pública Sophie Allouache. Tienen dos hijas, Alexandra (nacida en 2011) y Hannah (nacida en 2015).